# Grania inermis
Grania inermis är en ringmaskart som beskrevs av Erséus 1990. Grania inermis ingår i släktet Grania och familjen småringmaskar. Inga underarter finns listade i Catalogue of Life.